# Алотропия
Алотро̀пия (от гръцки allos (друг) и tropos (форма) е свойството на химичните елементи да съществуват във вид на няколко прости вещества, различни по строеж, свойства и цвят. Алотропните форми може да имат различен брой атоми в молекулата (например молекулен кислород О2 и озон О3) или различни кристални решетки. Алотропите обикновено се бележат с букви от гръцката азбука
Алотропна форма е тавтология: другоформна форма.

## Химически елементи с алотропни форми

### Неметали
- Въглерод: диамант, графит и графен са все алотропни форми на въглерода (за повече форми виж таблицата най-долу)

- Кислород: атмосферният кислород О2 под влиянието на електрически заряд (например при буря) или слънчевата радиация се свързва в алотропната си форма озон О3 или различни кристални решетки. Други форми са тетраоксид О4 и октаоксид О8
- Селен: червен, син и черен

- Сяра: има много алотропни форми, повече от нея има единствено въглерода
- Фосфор: освен бял фосфор съществуват и червен, черен и лилав фосфор, както и газообразната форма дифосфат P2

### Металоиди
- Антимон: синьо-бял, жълт и черен, както и експлозивен
- Арсен: жълт, сив и черен
- Бор: известни са няколко кристални и две аморфни алотропни форми.
- Германий: α-германий под налягане образува β-германий
- Силиций: аморфен и кристален
- Телур: аморфен и кристален

### Метали
- Желязо: α-желязо, β-желязо, γ-желязо, δ-желязо и ε-желязо
- Калай: α-калай (сив калай), β-калай (бял калай) и γ-калай (ромбичен)
- Кобалт: α-кобалт и β-кобалт
- Полоний: α-полоний и β-полоний